# Iguanodectes adujai
Iguanodectes adujai är en fiskart som beskrevs av Géry, 1970. Iguanodectes adujai ingår i släktet Iguanodectes och familjen Characidae. Inga underarter finns listade i Catalogue of Life.